# Karl Marx's Theory of History
Karl Marx's Theory of History: A Defence (tạm dịch: Thuyết lịch sử của Karl Marx: Một bảo vệ) là một cuốn sách năm 1978 được viết bởi triết gia G. A. Cohen. Công trình này là một nỗ lực của tác giả nhằm công thức hóa lại các học thuyết của Karl Marx về tha hóa, bóc lột, và chủ nghĩa duy vật lịch sử. Cohen – người tin rằng chủ nghĩa Marx là một thuyết khoa học về lịch sử – đã áp dụng các kỹ thuật triết học phân tích để làm sáng tỏ và bảo vệ sử quan duy vật của Marx.